# Parker (Colorado)
Parker è un centro abitato (town) degli Stati Uniti d'America, situato nella contea di Douglas dello Stato del Colorado. Nel censimento del 2000 la popolazione era di 23.558 abitanti.

## Geografia fisica
Secondo i rilevamenti dell'United States Census Bureau, Parker si estende su una superficie di 37,8 km².